# Polygonaal stelsel

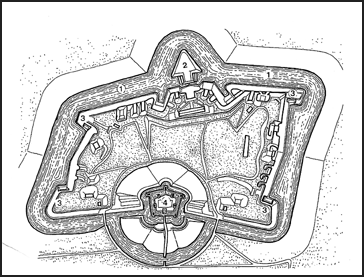
Plattegrond van Fort Rijnauwen. 1=fortgracht 2=caponniére 3=flankbatterij 4= reduit

Het polygonaal stelsel is een vestingbouwkundig stelsel waarbij er geen gebruik meer wordt gemaakt van bastions voor flankerend geschut. Het is in de 18e eeuw ontwikkeld naar de opvattingen van de Franse vestingbouwkundige Marc-René de Montalembert (1714-1800), als vervanging voor het gebastioneerd vestingstelsel. Het systeem werd vooral populair in de tweede helft van de 19e eeuw.
Deze manier van vestingbouwen werd ontwikkeld in Duitsland als reactie op het steeds sterker wordende geschut. Het was de bedoeling dat de vijand op grote afstand van een stad gehouden werd door een ring van elkaar ondersteunende forten rond de stad. Bij de muren van de stad zelf kwam de aandacht vooral te liggen bij de nabijverdediging.
De vestingen hebben in een ideale situatie een gelijkmatig, veelhoekig grondplan. Flankerend vuur om de gracht en het direct voorliggende terrein te bestrijken wordt gegeven vanuit zogenaamde caponnières, gekazematteerde uitbouwen die voor de hoofdwal liggen. Deze uitbouwen zelf worden bestreken met schuingeplaatste geschutsopstellingen, kazematten in de hoofdwal of flankbatterijen.
Bij de meeste grote vestingfronten liggen de caponnières voor het midden van de hoofdwal, aldaarniet gedekt door een voorliggend ravelijn, dat dan de vorm heeft van een couvre-face. Bij kleinere vestingfronten kan de caponnière aan een uiteinde van het front liggen. Een voorbeeld van zo'n klein vestingfront kan men vinden in Gorinchem. Door het aanleggen van een kanaal langs de vesting moest een bastion worden afgebroken. Om die zijde van de vesting toch te kunnen bestrijken werd die tot een lange rechte wal omgebouwd met een caponnière aan het einde.
Voorbeelden van intacte polygonale vestingsteden zijn er niet. Een voorbeeld van een stad waar nog aanzienlijke resten te vinden zijn van polygonale fronten zijn Ulm in Duitsland en Diest in België. 
Polygonale forten komen vaker voor, zoals het Fort bij Rijnauwen en Fort Sabina Henrica bij Willemstad. De binnenste ring van forten rond de binnenstad van Antwerpen bestaat uit een groot aantal identieke polygonale forten waarvan de meeste nog redelijk intact zijn.

## Vestingsteden en versterkte steden
- in België
- in Nederland

acces · affuit · approche · arsenaal · banket · barbacane · barbette · bastion · bastei · batterij · bedekte weg · beer · berm · blokhuis · bolwerk · borstwering · bres · buitenwerk · bunker · bonnet-traverse · caponnière · circumvallatielinie · citadel · contravallatielinie · contre-approche · contrefossé · contregarde · coupure· contrescarpe · courtine · couvre-face · cunette · damsluis · Dienst der Fortificatiën · demi-lune · dwingel · enveloppe · erkertoren · escarpe · face · faussebraye · flank · flèche · fort · fossé · glacis · gracht · halve maan · hamei · hoornwerk · inundatie ·  inundatiekanaal · inundatiesluis · Italiaans vestingstelsel · kat · kazemat · keel · kroonwerk · kruithuis · landpoort · linie · lunet · mezekouw · Nieuw Nederlands Vestingstelsel · onderwal · ontmanteling · opril · Oud-Nederlands vestingstelsel · palissade · papenmuts · plongee · polygonaal stelsel · poortgebouw · poterne · pulvertoren · ravelijn · redan · redoute · reduit · retranchement · rondeel · saillant · sas · schans · schietgat · schilderhuis · schootsveld · singel · sortie · stadsmuur · stadspoort · tamboer · terreplein · tenaille · tobruk · torenfort · traverse · valhek · verdedigingswerk · vesting · vestingstad · voorwerk · wal · walstraat · waltoren · wapenplaats · waterlinie · waterpoort · weermuur · wolfskuil · zwaluwstaart